# Эрос (фильм)
«Эрос» (англ. Eros) — фильм, состоящий из трёх короткометражек режиссёров Вонг Карвая, Стивена Содерберга и Микеланджело Антониони.

## Сюжет
Фильм состоит из трёх историй о любви и сексе:
- «Рука» / The Hand (Вонг Карвай);

Это история о любви портного и проститутки. Она становится его первой женщиной во время их первой встречи, когда он приходит, чтобы снять её мерки для шитья. Она соблазняет его по просьбе владельца мастерской, чтобы портной смог почувствовать страсть к женщине и стал бы хорошим мастером. В течение долгого времени портной шьет роскошные платья для этой женщины. Она стареет и из содержанки богатых клиентов становится уличной проституткой. Она не может больше платить за роскошные наряды, но портной не оставляет её. В их последнюю встречу, когда женщина тяжело больна, она может принести ему удовлетворение так же, как и в первый раз — рукой. Идея руки — её руки как источника страсти для него и его рук, помнящих её тело и создающих великолепные наряды, даёт название этой истории.
- «Эквилибриум» / Equilibrium (Стивен Содерберг);

Это скорее забавная история об американце, который впадает в депрессию и приходит к своему психоаналитику за помощью. Он зациклен на необходимости придумать по работе новую модель будильника, повторяющемся эротическом сне, который он вынужден рассказывать жене, так как у них сложилась в семье традиция, что он рассказывает ей свои сны, и проблемами с женой, которая чувствует себя несчастной из-за того, что её муж мечтает о какой-то неизвестной женщине. Он требует, чтобы психоаналитик помог ему немедленно восстановить утраченное равновесие, иначе он потеряет жену. Психоаналитик заставляет его подробно пересказать эротический сон. Расслабившись и вздремнув на кушетке психоаналитика, пациент наконец-то полностью проживает навязчивый сон, который раньше всегда прерывался звонком будильника, и попутно находит решение своей производственной проблеме, придумав систему повторного звонка. Равновесие (эквилибриум) достигнуто.
- «Опасная связь вещей» / Il filo pericoloso delle cose (Микеланджело Антониони по сценарию Тонино Гуэрра).

Один мужчина. Две женщины. Все трое молоды, прекрасны, сексуальны и взбалмошны. Многое можно понять без слов, только лишь с помощью языка тела.

## В ролях

### Эпизод «Рука»
| Актёр    | Роль         |
| -------- | ------------ |
| Гун Ли   | мисс Хуа     |
| Чан Чен  | Занг         |
| Тянь Фэн | мастер Цзинь |

### Эпизод «Эквилибриум»
| Актёр                | Роль        |
| -------------------- | ----------- |
| Роберт Дауни-младший | Ник Пенроуз |
| Алан Аркин           | доктор Перл |
| Эли Китс             | Сесилия     |

### Эпизод «Опасная связь вещей»
| Актёр             | Роль      |
| ----------------- | --------- |
| Кристофер Бухольц | Кристофер |
| Регина Немни      | Хлои      |
| Луиза Раньери     | Линда     |